# PZL Bielsko SZD-24
Die PZL Bielsko SZD-24 Foka (deutsch Seehund) ist ein polnisches Leistungssegelflugzeug der Standardklasse. SZD steht für Szybowcowy Zakład Doświadczalny (Segelflugzeug-Entwicklungswerk).

## Geschichte
Die Foka wurde von Władysław Okarmus als Leistungssegelflugzeug für die Standardklasse entwickelt. Die verbesserte SZD-24-4 Foka 4 entstand 1962. Bei der Segelflug-Weltmeisterschaft 1965 in Großbritannien gelang es dem erst 24-jährigen Jan Wróblewski, mit einer Foka 4 den Weltmeistertitel in der Offenen Klasse zu erringen. Das war das erste und bisher einzige Mal, dass dies mit einem Standardklassenflugzeug gelang. Mit der Foka 4 wurden sieben Weltrekorde erflogen. Das Flugzeug erhielt den OSTIV-Preis. 137 der 204 gebauten Segler wurden exportiert, unter anderem 30 Foka 4 in die DDR. Nachfolger wurde die SZD-32 Foka 5.
Die Foka findet auch heute noch in Segelflugvereinen Verwendung.

## Konstruktion
Die Foka ist in Ganzholz-Schalenbauweise ausgeführt. Der Flügel verfügt über ein Laminarprofil. Das Leitwerk ist in Normalbauweise ausgeführt. Die Kabinenhaube wird zum Öffnen nach vorn geschoben. Das Cockpit ist eng und bedarf schlanker Piloten.

## Technische Daten

Dreiseitenriss der SZD-24 Foka 4

| Kenngröße              | Daten (SZD-24C Foka)                   |
| ---------------------- | -------------------------------------- |
| Besatzung              | 1                                      |
| Länge                  | 7,00 m                                 |
| Spannweite             | 14,98 m                                |
| Höhe                   | 1,40 m                                 |
| Flügelfläche           | 12,16 m²                               |
| Flügelstreckung        | 18,50                                  |
| V-Stellung             | 2°                                     |
| Flächenbelastung       | 26,50 kg/m²                            |
| Tragflächenprofil      | NACA-632-618 (NACA-4415 im QR-Bereich) |
| Leermasse              | 237 kg                                 |
| Nutzlast               | 85 kg                                  |
| max. Startmasse        | 322 kg                                 |
| Höchstgeschwindigkeit  | 250 km/h                               |
| Mindestgeschwindigkeit | 62 km/h                                |
| Gleitzahl              | 34 bei 86 km/h                         |
| Geringstes Sinken      | 0,66 m/s bei 75 km/h                   |